# Кашина Олмо (Милано)
Кашина Олмо је насеље у Италији у округу Милано, региону Ломбардија.
Према процени из 2011. у насељу је живело 35 становника. Насеље се налази на надморској висини од 133 м.